# Hiệp ước Margus
Hiệp ước Margus là hiệp ước giữa người Hung và Đế quốc Đông La Mã, được ký kết tại Margus, Thượng Moesia (nay là Požarevac, Serbia). Bản hiệp ước do quan chấp chính La Mã Flavius Plinta ký vào năm 435. Trong số các quy định khác, hiệp ước này đã gia tăng gấp đôi số tiền cống nạp hàng năm mà người La Mã đồng ý chi trả trong một hiệp ước trước đó từ 350 pound vàng lên 700 pound vàng mỗi năm. Nó cũng quy định rằng người La Mã không được tham gia vào bất kỳ liên minh nào với kẻ thù của người Hung và họ sẽ đem trả lại bất kỳ người Hung tị nạn nào trong vùng biên giới của mình.
Khi người La Mã vi phạm hiệp ước này vào năm 440, Bleda và Attila bèn dấy binh tấn công Castra Constantia (Szentendre, Hungary), một pháo đài và khu chợ của người La Mã nằm bên bờ sông Danube.